# Csicsóka (település)
Csicsóka (szlovákul: Čičava, korábban Čičovka) község Szlovákiában, az Eperjesi kerület Varannói járásában.

## Fekvése
Varannótól 4 km-re északra fekszik.

## Története
1239-ben István ifjabb király oklevele említi először. A közeli Csicsva várának uradalmához tartozott. 1363-ban három részből: Nagy-, Felső- és Középcsicsókából állt. Valószínűleg az egykori Nagycsicsókából fejlődött ki a mai település. A község a 15. században a Rozgonyiak birtoka, majd később a Szirmayaké és a Callemberg bárói családé. A 16. és 17. században itt őrizték az egész országban Csicsvai könyvként (Čičavská kniha) ismert hazugságok könyvét (Kniha lží). 1772-ben Mária Terézia urbáriuma idején Szirmay Sándor birtoka mintegy 200 jobbággyal.
A 18. század végén Vályi András így ír róla: „CSICSÓKA. Csicsfa. Csicsava. Elegyes falu Zemplén Vármegyében, földes Ura Szirmay Uraság, lakosai katolikusok, fekszik Matyasótz mellett, ’s ennek filiája, határja három nyomásbéli, és ha trágyáztatik, tiszta búzat is gazdágon terem, réttyei jó szénát hoznak, mellyek kétszer kaszáltatnak, legelője nem igen elegendő, fája tűzre a’ mennyi szükséges, malma helyben, piatzozása Varannón, Homonnán, és Gálszécsen, só alatt is fuharozhatnak, középszerű vagyonnyaihoz képest, második Osztálybéli.”
Fényes Elek 1851-ben kiadott geográfiai szótárában így ír a faluról: „Csicsóka, tót falu, Zemplén vmegyében, Varanótól északnak keskeny völgyben, hegy töviben, ut. p. Eperjes. Határa Percsovka pusztával együtt tehet 1600 holdat, mellyből 12 2/8 telkes és 11 zsellér gazda után 360 hold szántó, 100 hold réten felül maradna majorság szinte annyi, és 300 hold erdő; a többi pedig közös legelő és vizmosta térség. Sovány földje hegyeken, rétje a völgyben; javitás után terem őszi és tavaszi gabona, főleg zab. Lakja 50 római, 170 görög kath., 8 evang., 6 zsidó. Patakja 2 kerekü malmot hajt. Birja Nedeczky János özvegye, báró Orbán Julia.”
A Szirmayak után 1867-ig Callemberg Frigyes báró birtoka, ezt követően a Benczúr családé.
Borovszky Samu monográfiasorozatának Zemplén vármegyét tárgyaló része szerint: „Csicsóka, tót kisközség, 40 házzal és 244 lakossal, kiknek nagyobb része gör. kath. vallású. Postája, távírója és vasúti állomása Varannó. Hajdan Csicsva földjéhez tartozott és némelyek szerint nevét is innen vette. Már 1309-ben szerepel, a mikor Gyula mester e birtokot hű szolgáinak adományozza. 1598-ban Tyukody Bálint özvegye is birtokosa. Majd a homonnai uradalom tartozéka s a Barkóczyak birtoka lesz, de a Forgách grófoknak, a Szirmayaknak és Szent-Ivány Jánosnak is volt benne részük. 1663-ban a pestis tizedelte meg lakosait, 1831-ben pedig a kolera. Gör. kath. temploma nagyon régi. 1885-ben alaposan renoválták.”
1920 előtt Zemplén vármegye Varannói járásához tartozott.

## Népessége
| Év:            | 1994. | 2004.    | 2014.    | 2024.    |
| -------------- | ----- | -------- | -------- | -------- |
| Emberek száma: | 719   | 979      | 1238     | 1379     |
| Eltérés:       |       | +36,16 % | +26,45 % | +11,38 % |

| Év:            | 2023. | 2024.   |
| -------------- | ----- | ------- |
| Emberek száma: | 1347  | 1379    |
| Eltérés:       |       | +2,37 % |

1910-ben 305, többségben szlovák anyanyelvű lakosa volt, jelentős lengyel és cigány kisebbséggel.
2001-ben 899 lakosából 456 szlovák és 439 cigány volt.
2011-ben 1192 lakosából 590 szlovák és 518 cigány volt.

## Neves személyek
- Itt született 1912-ben Szuchy M. Emil közíró, műfordító, színházi rendező, muzeológus.
- Itt élt Irina Nevická (1886-1966) ruszin származású szlovák író.
- Itt szolgált Szuchy Emil (1885-1970) parókus, szentszéki tanácsos.

## Képgaléria

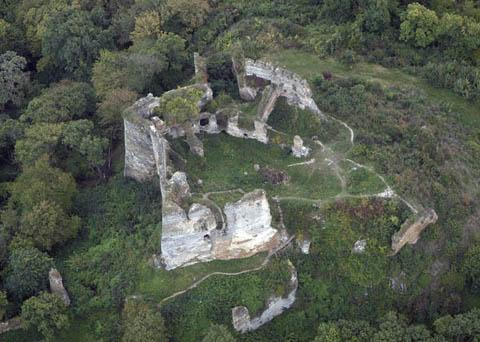
Csicsva várának légifotója
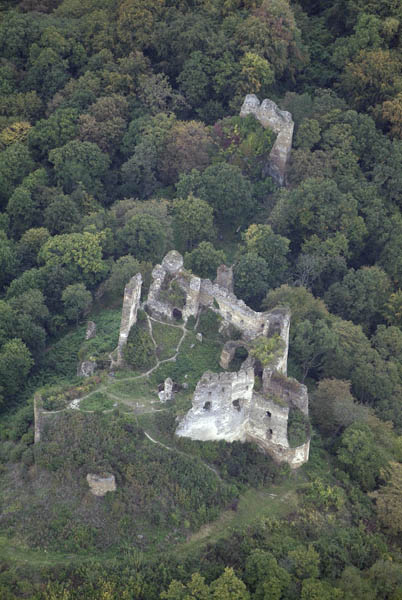
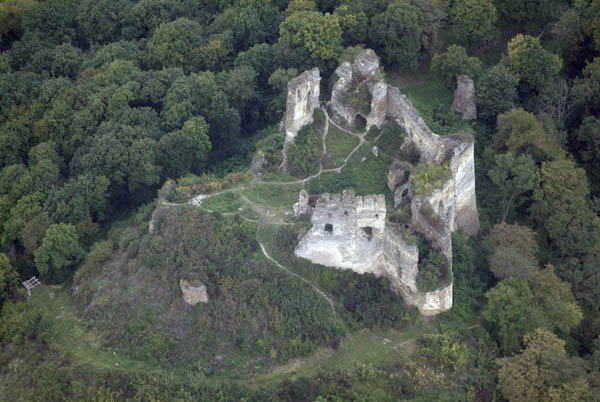